# 拉斐爾·奧羅斯科·馬埃斯特雷
拉斐爾·何塞·奧羅斯科·馬埃斯特雷（西班牙語：Rafael José Orozco Maestre，1954年3月24日—1992年6月11日），與以色列·羅梅羅（Israel Romero）一起，是哥伦比亚音乐的主要代表和歌手之一。

## 生涯
1954年3月24日生于貝塞里爾，"拉斐爾"·奥罗斯科和克里斯蒂娜·馬埃斯特雷的家里，家里有13个兄弟，5男8女。
拉斐爾·奧羅斯科·馬埃斯特雷曾是卢西亚诺-波维达及其团体的歌手，但只在私人聚会上演唱。他甚至没有和他的手风琴朋友胡里奥-德拉-奥萨一起录制唱片。1975年，奥罗斯科首次与手风琴家埃米利奥-奥维多一起录制唱片。
拉斐爾·奧羅斯科·馬埃斯特雷和以色列-罗梅罗在馬瑙雷的一所学校相遇，奥罗斯科在一次聚会上唱歌。两个月后，他们成立了一个名为（Binomio De Oro De América）的音乐团体，该团体获得了16个金奖和两个白金奖。
拉斐爾·奧羅斯科·馬埃斯特雷于1992年6月11日晚上在他位于巴兰基亚的家中被武装人员杀害。